# (30788) Angekauffmann
(30788) Angekauffmann (1988 RE3) – planetoida z pasa głównego asteroid okrążająca Słońce w ciągu 4,27 lat w średniej odległości 2,63 j.a. Odkryta 8 września 1988 roku.